# Beethoven sauve Noël
Pour les articles homonymes, voir Beethoven (homonymie).
 (janvier 2024).
Si vous disposez d'ouvrages ou d'articles de référence ou si vous connaissez des sites web de qualité traitant du thème abordé ici, merci de compléter l'article en donnant les références utiles à sa vérifiabilité et en les liant à la section « Notes et références ».
Série Beethoven
Beethoven : Une star est née !
(2008) Beethoven et le Trésor des pirates
(2014)
Pour plus de détails, voir Fiche technique et Distribution.
Beethoven sauve Noël en France ou L'Aventure de Noël de Beethoven au Québec (Beethoven's Christmas Adventure), est un film de Noël américain, réalisé par John Putch et sorti en novembre 2011 directement en vidéo. C'est la septième aventure du Saint-Bernard Beethoven après Beethoven (1992), Beethoven 2 (1993), Beethoven 3 (2000), Beethoven 4 (2001), Beethoven et le Trésor perdu (2003) et Beethoven : Une star est née ! (2008) .

## Synopsis
Cette année, le Père Noël décide qu'Henry ne travaillera pas dans l'atelier de jouets, mais en tant qu'elfe d'étable. Déçu de ne pas pouvoir aider les autres elfes à fabriquer les jouets, il décide d'en bricoler un lui-même. Malheureusement pour lui, ce jouet devient vite incontrôlable et il s'envole avec les rennes du Père Noël. Ensuite, le sac contenant les jouets tombe du traîneau et Henry saute afin de les rattraper, mais il atterrit dans un arbre. Il va notamment faire appel à Beethoven pour l'aider à retrouver les jouets afin que les enfants ne voient pas leur fête gâchée.

## Fiche technique
- Date de sortie
  - États-Unis: 8 novembre 2011
  - France : 2 décembre 2011
- Version Française : carton de doublage. Direction artistique : Catherine Le Lann. Studio : Media Hub International

## Distribution
- Curtis Armstrong (VF : Michel Mella) : Kenny
- Alan Castanaga : Dad
- Munro Chambers : Mason
- Kim Rhodes (VF : Anne Rondeleux) : Christine
- Kyle Massey : Henry
- John O'Hurley (VF : Hervé Jolly) : Mr Rexford
- Salty MacPherson : Whiny Kid
- Arne MacPherson : Policier
- Robert Picardo : Smirch
- Jon Ted Wynne (VF : Michel Voletti) : Carpenter
- Ryan Miller (VF : Sébastien Boju) : Elf méchant
- Tom Arnold (VF : Marc Alfos) : Beethoven (voix)
- John Kassir : Stray Dog (voix)
- John Cleese : Narrateur (voix)

## Autour du film
John O'Hurley et Kyle Massey ont tous les deux participé à Dancing with the Stars sur ABC.
O'Hurley est arrivé en finale le 6 juin 2005, lors de la première saison, et s'est incliné face à Kelly Monaco.

Massey est arrivé en finale le 23 novembre 2010, lors de la onzième saison, et s'est incliné face à Jennifer Grey.
Deux autres comédiens de la saga Beethoven ont participé à cette émission, Debi Mazar et Ashley Hamilton lors de la neuvième saison, en 2009.
C'est le seul film de la série dans lequel les animaux (dont Beethoven lui-même) sont dotés de la parole et donc de dialogues mais sans que les humains ne les comprennent.